# Suzana Maksimović
Suzana Maksimović (* 5. Januar 1962 in Jugoslawien) ist eine serbische Schachspielerin und Großmeister der Frauen. Der Titel wurde ihr wahrscheinlich im Jahr 2000 verliehen, andere Quellen geben jedoch als Jahr der Titelverleihung 1999 oder 2001 an.

## Leben
Ihren ersten großen internationalen Erfolg erzielte sie 1980 in Senta, als sie Zweite hinter Agnieszka Brustman bei der Jugendeuropameisterschaft der Mädchen wurde. Bald förderten sie die führenden jugoslawischen Schachmeister. Zweimal (1983 und 1991) gewann sie die Landesmeisterschaften der Frauen und wurde Zweite bei den Frauenmeisterschaften von Jugoslawien 2002 und Serbien und Montenegro 2006.
Mit ihrer besten Elo-Zahl von 2345 belegte sie im Juli 1987 Platz 21 auf der FIDE-Rangliste der Frauen.

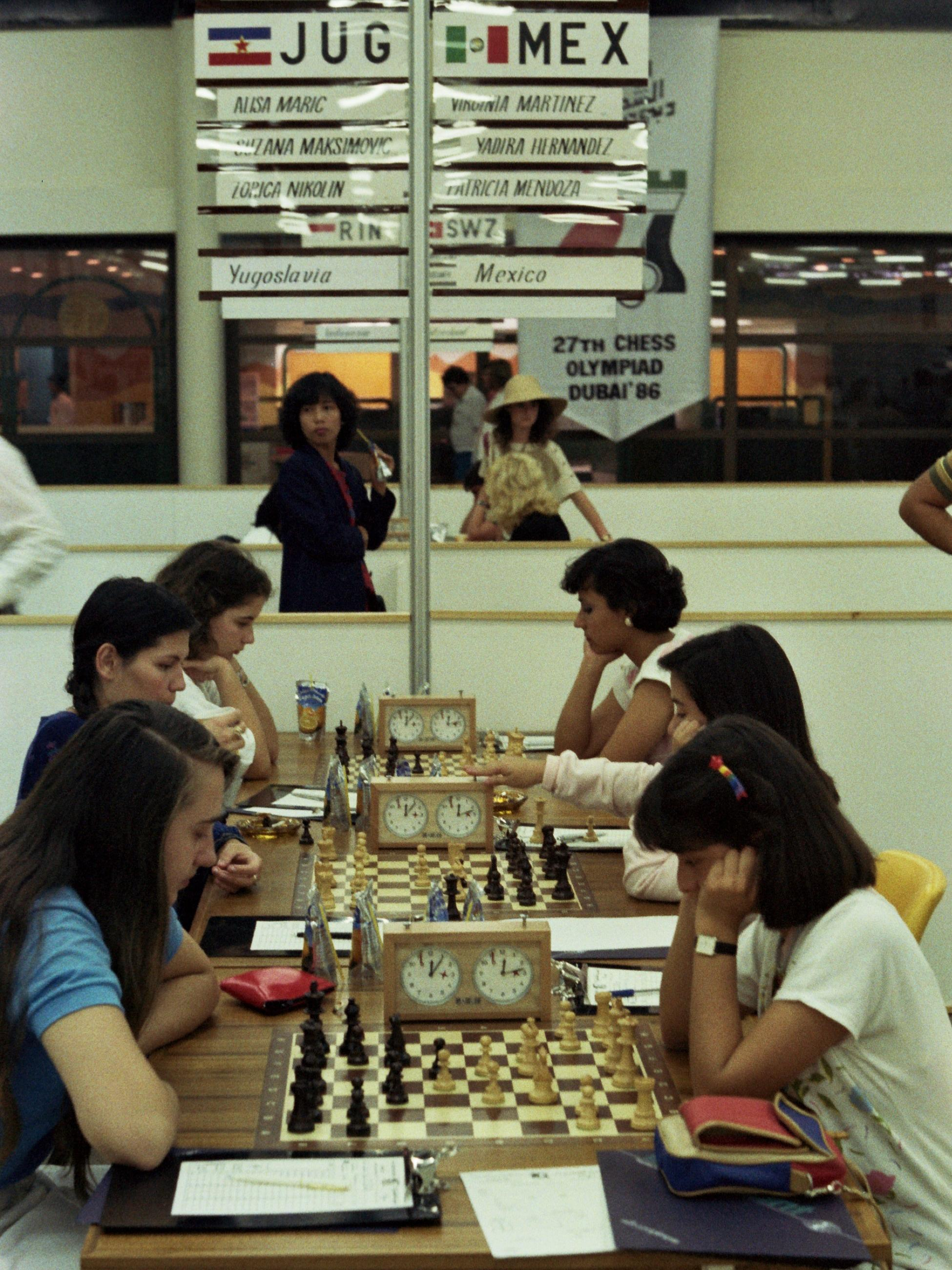
Alisa Marić, Suzana Maksimovic, Zorica Nikolin, Virginia Martinez, Yadira Hernandez, Patricia Mendoza, Schacholympiade 1986 in Dubai

## Schacholympiaden
In den Jahren 1982 bis 2006 spielte sie bei sieben Schacholympiaden der Frauen für Jugoslawien beziehungsweise Serbien und Montenegro und gewann zwei Bronzemedaillen (1986 für ihr Einzelergebnis und 1988 für den dritten Platz der Mannschaft). Es waren die Olympiaden 1982 in Luzern, 1984 in Thessaloniki, 1986 in Dubai, 1988 in Thessaloniki, 1990 in Novi Sad, 1994 in Moskau und 2006 in Turin.

## Kandidatenturniere
Viermal (1982, 1987, 1991, 1995) spielte sie Zonenturniere (Qualifikationsturniere für die Schachweltmeisterschaft der Frauen). Ihr bestes Ergebnis erzielte sie im Interzonenturnier Bad Kissingen 1982, als sie den geteilten achten Platz belegte. Sie wurde geteilte Erste (mit Vesna Mišanović, Anna-Maria Botsari und Marina Makropoulou) im Zonenturnier 1990 in Pula. Im folgenden Interzonenturnier in Kuala Lumpur beteiligte sie sich nicht, als Nona Gaprindaschwili Erste wurde.

## Weitere Turniere
In den 20 Jahren von 1990 bis 2010 nahm sie an sehr vielen Turnieren teil und gewann 1996 ein Turnier in Dresden. Sie spielte die 7. Europameisterschaft für Frauen 2006 in Kuşadası, als Ekaterina Atalık Erste wurde. 2009 wurde sie in der Serbian League 2009 for women geteilte Erste mit Ana Benderac.
Sie beteiligte sich an folgenden Turnieren: 39th Ladies Tournament 2007 und 41st Ladies Tournament 2009 in Belgrad, Serbische Frauenmeisterschaft 2007 und 2009, Serbian Women's Cup 2007 und 2009, sowie Serbian League for women (2007 in Zlatibor, 2008 in Subotica und 2009 in Požarevac). Außerdem spielte sie die BIH Team Championship - Women 2008 in Bosnien und Herzegowina sowie in Bulgarien die Turniere 42-nd Bulgarian Women's Team Championship 2009 und 19th Open Womens Bulgarian Championship 2009.
Am European Club Cup der Frauen nahm sie 1996 mit dem Turniersieger Agrouniverzal Zemun und in den Jahren 1997 bis 1999 mit Partizan Belgrad teil.